# Christa Stolle

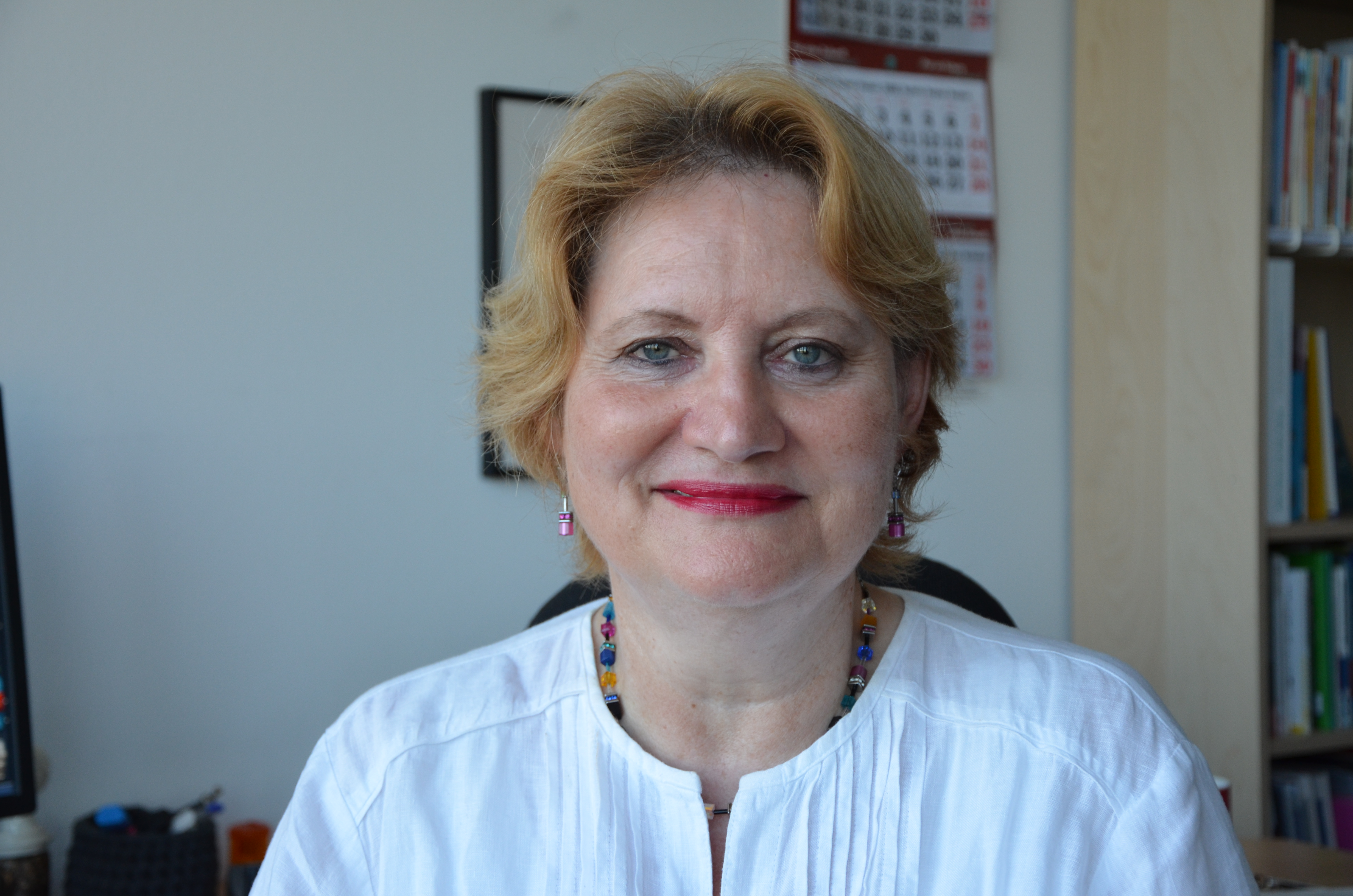
Christa Stolle (2016)

Christa Stolle (* 1959 in Visbek, Niedersachsen) ist eine deutsche Menschenrechtsaktivistin und Ethnologin. Seit 1990 ist sie die Bundesgeschäftsführerin der Frauenrechtsorganisation Terre des Femmes – Menschenrechte für die Frau e. V.

## Werdegang

### Schulzeit und Studium
Ihre Kindheit verbrachte Christa Stolle mit vier Geschwistern auf dem ländlichen Hof ihrer Eltern bei Oldenburg. Die Allgemeine Hochschulreife erlangte sie an einem katholischen Mädchengymnasium. Dort wurde sie geprägt durch junge Lehrerinnen, die ihre Politisierung vorantrieben und sie in den Kontakt mit moderner Literatur brachten. Unter anderem inspirierten Stolle diese Erfahrungen zu einem Auslandsjahr in den USA.
Christa Stolle studierte Ethnologie, Volkskunde, Geografie und Empirische Kulturwissenschaft in Bonn und Tübingen mit Magisterabschluss. Ihrer Meinung nach müsse man der „anderen Kultur natürlich auf Augenhöhe begegnen“. Dies bedeute allerdings nicht, „einer so grausamen Tradition gegenüber neutral [zu] sein“. Zunehmend interessierten Stolle weltpolitische Themen, mit einem besonderen Fokus auf dem Feminismus.

### Arbeit bei Terre des Femmes
Von 1987 bis 1990 arbeitete Stolle ehrenamtlich im Vorstand von Terre des Femmes.
Die ersten Erfahrungen mit professionellem Aktionismus und medialer Präsenz sammelte Stolle durch die Solidaritätskampagne von Terre des Femmes für koreanische Textilarbeiter, die für die deutsche Textilfirma Adler arbeiteten. Die in der Mehrzahl weiblichen Arbeiter forderten höhere Löhne, kürzere und geregelte Arbeitszeiten, eine freie Gewerkschaft und Gemeinschaftseinrichtungen wie einen Pausenraum. Konfliktive Situationen entstanden hierbei unter anderem durch die Übernahme des Themas durch die feministische Terrororganisation „Rote Zora“ und „Amazonen“, die die friedliche Organisationsarbeit von Terre des Femmes in Misskredit brachte und die Öffentlichkeitsarbeit und den Verhandlungsprozess mit dem Unternehmen erschwerte. Dieser war schließlich erfolgreich, als Stolle mit anderen Aktivistinnen im November und Dezember 1987 nach Korea reiste, um sich ein Bild „von den Zugeständnissen […], die Adler im September gemacht hatte“ zu verschaffen.
Das Engagement für Terre des Femmes wurde in diesem Zeitraum zu einer arbeitsintensiven Aufgabe. Oft kam es zu einem „Drahtseilakt zwischen gesellschaftlichem Engagement und Privatleben“. Deshalb beantragte der Vorstand eine ABM-Stelle beim Arbeitsamt Tübingen, um die Frauenrechtsarbeit langfristig professionalisieren zu können. Der Antrag wurde zwar zunächst abgelehnt, aber im Rahmen eines zweiten Versuchs im Jahre 1990 bewilligt. Stolle hatte zu diesem Zeitpunkt ihr Studium abgeschlossen und wurde im Anschluss daran zur ersten hauptamtlichen Mitarbeiterin mit geschäftsführenden Aufgaben für den Verein. 20 Jahre blieb die Bundesgeschäftsstelle in Tübingen, bevor sie 2011 nach Berlin verlegt wurde.
2004 übernahm Stolle auch die Geschäftsführung für die im gleichen Jahr gegründete Förderstiftung von Terre des Femmes.
Stolle formte die Frauenrechtsarbeit von Terre des Femmes maßgeblich und baute kontinuierlich neue Arbeitsfelder auf. Sie gründete bereits in der Anfangszeit des Vereins das Referat „Frauenrechte in islamischen Gesellschaften“ und startete die Kampagne „Gewalt im Namen der Ehre“. Auch die jährlich seit 2001 bundesweit stattfindende Fahnenaktion von Terre des Femmes zum Internationalen Tag „NEIN zu Gewalt an Frauen!“ setzte sie gegen Widerstand innerhalb des Vereins durch.
Heute leitet sie die Bundesgeschäftsstelle mit fast 40 hauptamtlichen Mitarbeitern und leitet als geschäftsführender Vorstand zusammen mit vier ehrenamtlichen Vorstandsfrauen einen Verein mit rund 2200 stimmberechtigten Mitfrauen, 3500 regelmäßigen Unterstützern und 300 ehrenamtlich Aktiven. Wichtig ist Stolle eine strikt säkulare Position und die politische Unabhängigkeit des Vereins, die durch die hauptsächliche Finanzierung durch Spenden und Mitgliedsbeiträge gewährleistet wird.

## Auszeichnungen

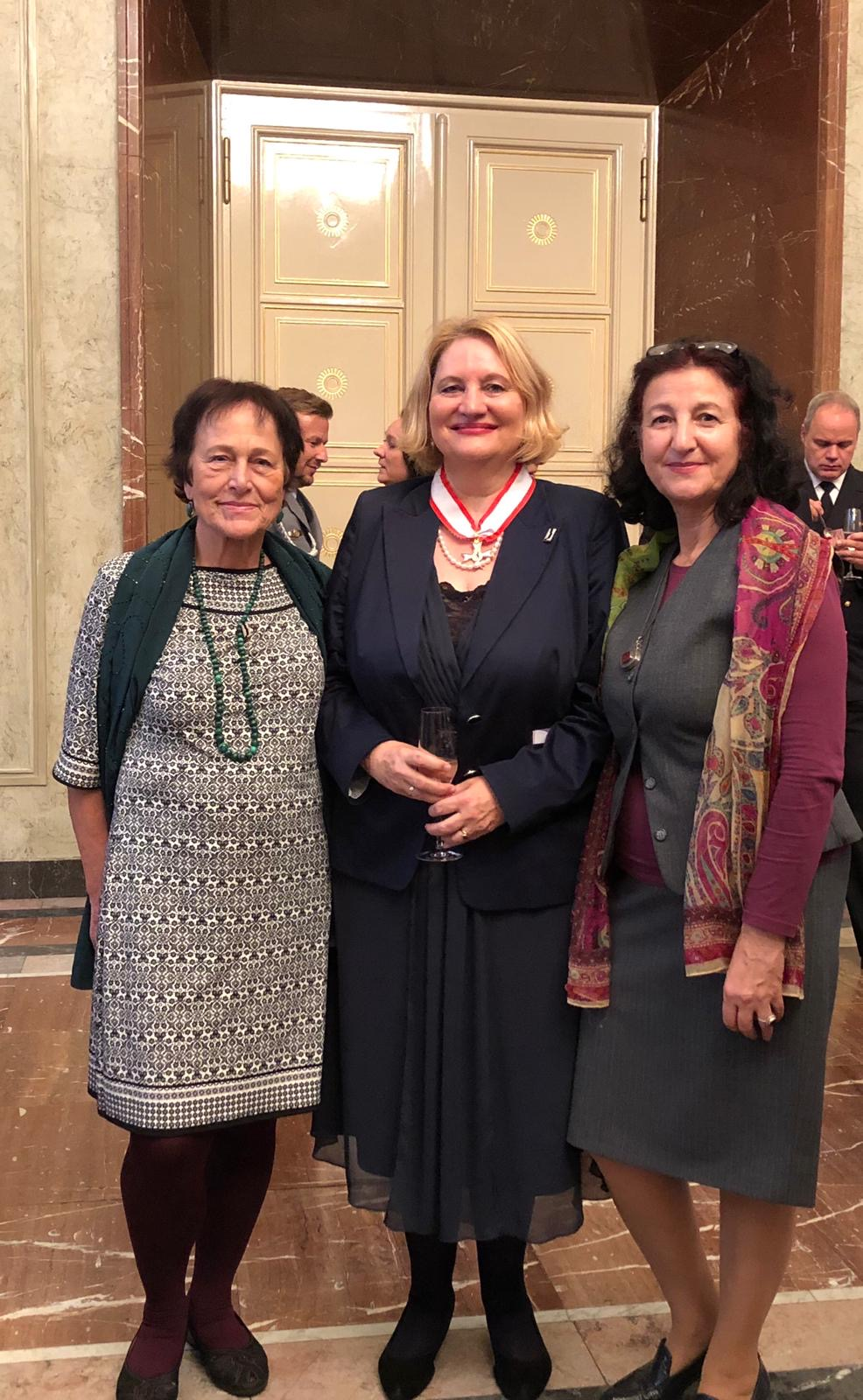
Christa Stolle mit Vorstandskolleginnen, Verleihung des Verdienstordens des Landes Berlin (2019)

2012 wurde Christa Stolle für ihr langjähriges Engagement für die Rechte von Mädchen und Frauen für den Women of Courage Award nominiert. Im Oktober 2013 wurde ihr dann durch den Bundespräsidenten das Bundesverdienstkreuz am Bande überreicht. Am 1. Oktober 2019 erhielt sie den Verdienstorden des Landes Berlin.

## Positionen
Christa Stolle wendet sich als Feministin entschieden gegen Kulturrelativismus und religiös begründete Geschlechterapartheid. Nach Christa Stolle hat Terre des Femmes sich „schon immer gegen extremistische Strömungen gewehrt: Gegen extremistische Religionsausprägungen, gegen extremistische Parteien und gegen extremistische Ideologien jeglicher Art und von welcher Seite auch immer.“

### Kampagne „Den Kopf freihaben“
Sie ist Urheberin der 2017 gegründeten Kampagne „Den Kopf freihaben.“ Terre des Femmes fordert mit dieser Kampagne ein Verbot des religiösen Kinderkopftuchs in öffentlichen Bildungseinrichtungen für alle Mädchen und junge Frauen unter 18 Jahren. Das Tragen eines Kopftuchs von Minderjährigen wird von der Organisation als „geschlechtsspezifische Diskriminierung und eine gesundheitliche (psychische und körperliche) Gefahr“ eingestuft.
Durch das Verbot des Kinderkopftuches in Schulen soll es Mädchen möglich sein, angstfrei eine Bildung, in der gleichberechtigtes und demokratisches Denken gefördert wird, zu genießen, schreibt der Verein. Für diese Forderung, die auch von den Vorstandsmitgliedern Inge Bell und Hania Luczak als „gesellschaftliche Marschrichtung, die wir wollen“ bezeichneten, wurde Terre des Femmes stark kritisiert. Auch innerhalb des Vereins stieß diese Haltung auf Kritik und Mitglieder traten aus.
Terre des Femmes bezog in einem Positionspapier im Juli 2017 Stellung zu Rechtspopulismus und Extremismus und kritisierte das Frauenbild der AfD. Den schwierigen Start der Kampagne sieht Stolle jedoch auch als Beleg für die „Angst vor [der inhaltlichen Nähe zu] Rechtspopulist*innen“ der Petitionsplattformen. Die Unterschriftenaktion wurde mehrfach verlängert und schließlich am 7. Dezember 2020 beendet und dem Bundesjustizministerium übergeben.
Sowohl die Kampagne für ein Kopftuchverbot als auch die Forderung nach einem Sexkaufverbot durch Terre des Femmes Deutschland stellte sich als unvereinbar mit den Positionen von Terre des Femmes Schweiz heraus, so dass sich der Verein spaltete.

### Transgender
2022 zog Christa Stolle das 2020 beschlossene und vielfach kritisierte Positionspapier zu Transgender gegen den Mehrheitsbeschluss der Mitfrauenversammlung zurück und distanzierte sich von dem Inhalt. Christa Stolle argumentierte „Frau als exklusiv statt inklusiv zu definieren, wäre ein Bruch mit den TDF-Grundsätzen. Anstatt sich für alle Frauen einzusetzen, würde wir eine selektive Frauensolidarität betreiben: Für Frauenrechte, aber nicht für alle Frauen.“
Die Distanzierung, die zunächst per Mail an die Mitfrauen geschickt wurde, wurde am 5. August auf der Website des Vereins veröffentlicht. Als Begründung gibt der Vorstand auch an, dass durch die als transfeindlich wahrgenommene Positionierung wichtige Netzwerkkontakte abbrachen und der Rechtfertigungsdruck in der Geschäftsstelle zu Lasten der Kernarbeitsbereiche ginge.
Innerhalb des Vereins stieß die Rücknahme des Positionspapiers auf Kritik. Ähnlich wie in dem offenen Brief „Feminismen ohne Grenzen“ von 2017, in welchem Mitfrauen „undemokratische Tendenzen“ des Vereins kritisierten, empfanden mehrere Mitfrauen die Entscheidung des Vorstands als rechtswidrig.  Die Initiative #saveTDF strebte eine außerordentliche Mitfrauenversammlung in Bezug auf die Rücknahme des Positionspapiers an. Im Auftrag der Initiative stellten die RKA Rechtsanwälte (Hamburg, Berlin) ein Rechtsgutachten aus, das das Verhalten der Geschäftsführung mit Teilen des Vorstands in mehrfacher Hinsicht als unrechtmäßig einstufte. Die außerordentliche Mitfrauenversammlung kam aufgrund von mangelnden Stimmen nicht zustande.

## Publikationen (Auswahl)
- mit Ute Koczy, Jai Sin Pak: Made in Korea. Adler-Textilarbeiterinnen wehren sich gegen deutsche Ausbeutung. Magazin Verlag, Göttingen 1989, ISBN 3-925900-61-6.
- Hier ist ewig Ausland. Lebensbedingungen und Perspektiven koreanischer Frauen in der Bundesrepublik Deutschland. Verlag für Wissenschaft und Bildung, Berlin 1990, ISBN 3-927408-49-2.
- Von der Hand in den Mund leben. Zehn Jahre Bundesgeschäftsstelle. In: Terre des Femmes e. V. (Hrsg.): Widerstand ist ein Geheimnis des Glücks. Terre des Femmes e. V., Tübingen 2001, ISBN 3-9806165-4-1.
- mit Heike Robben: Zum Beispiel Frauenrechte. Lamuv Verlag, Göttingen 2004, ISBN 3-88977-646-9.
- Geschlechtsspezifische Gewalt – Der lange Weg zur Gleichberechtigung. In: Isabel Rohner, Rebecca Beerheide (Hrsg.): 100 Jahre Frauenwahlrecht. Ziel erreicht! … und weiter?. Ulrike Helmer Verlag, Sulzbach/Taunus 2017, ISBN 978-3-89741-398-6.